# Küstendorf

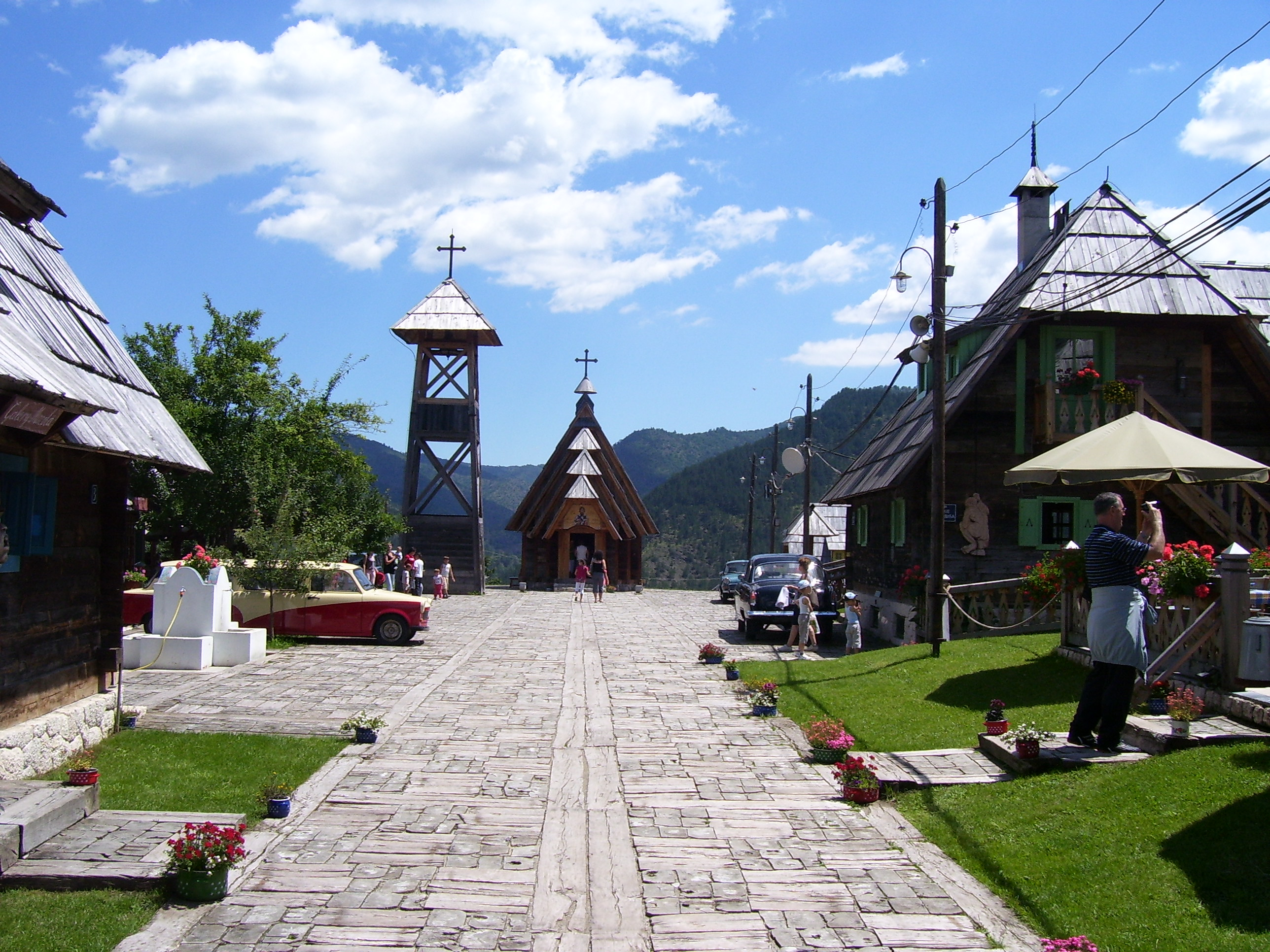
Küstendorf mit der Serbisch-orthodoxen Kirche im Hintergrund

Küstendorf (serbisch: Drvengrad oder Mećavnik) ist ein in den 2000er Jahren angelegtes Bergdorf in Serbien. Die von Emir Kusturica geplante Ortschaft liegt auf einer Höhe von 670 m über dem Meeresspiegel, einen Kilometer westlich von Mokra Gora im Zlatibor-Gebirge in Westserbien, nahe der Grenze zu Bosnien und Herzegowina. Küstendorf, das sich an der Drehstätte zu Kusturicas Film Das Leben ist ein Wunder befindet, wird fortlaufend ausgebaut. 25 km entfernt, aber bereits in Bosnien-Herzegowina, liegt als steinernes Gegenstück Andrićgrad.

## Das Dorf

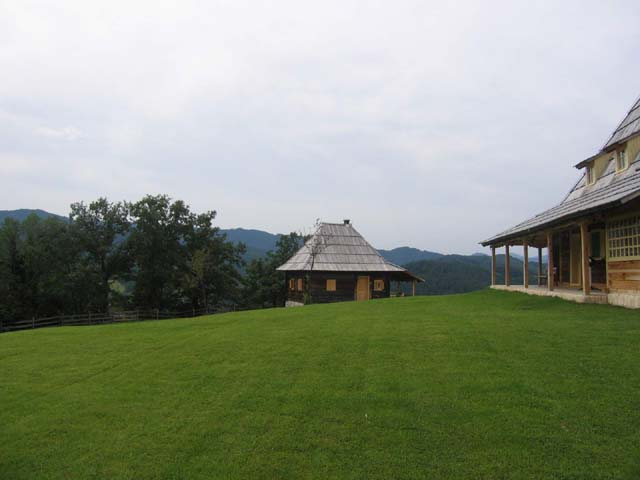
Holzhäuser in Küstendorf

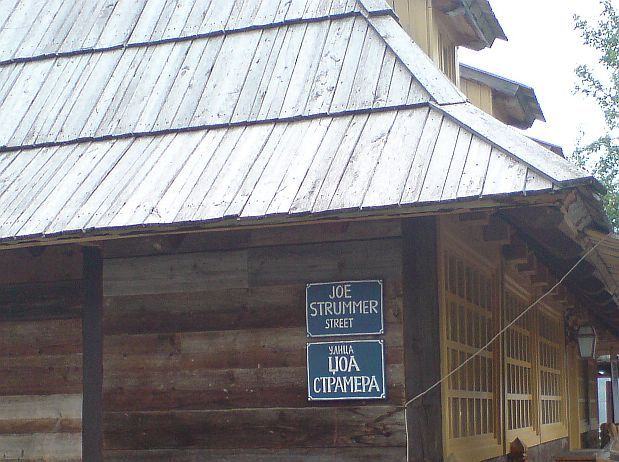
Schild der Joe Strummer Street in Küstendorf

Das freilichtmuseumsartige Dorf, das gegen Gebühr besichtigt werden kann, besitzt eine Cafeteria, ein Restaurant, Kusturicas Wohnhaus mit eingebautem Schwimmbad und einer Bibliothek, ein unterirdisches Kino Anderground/Bioskop Stenleja Kjubrika (nach Emir Kusturicas Film Underground von 1995, 2008 umbenannt in Stanley Kubrick Kino), einen Souvenirshop und eine Galerie sowie mehrere kleinere Wohnhäuser. Die Häuschen enthalten Hotelzimmer, ausgestattet mit Fernseher und WLAN und können von Besuchern gebucht werden. Die traditionellen Häuser bestehen vornehmlich aus Holz, daher auch der Name Drvengrad (Holzstadt). Küstendorf ist seit seinem Bau auch im Zusammenhang mit der in Mokra Gora beginnenden Museumseisenbahn Šarganska osmica zu einem beliebten Reiseziel geworden.
Der Touristenmagnet Küstendorf ist in Serbien wie auch außerhalb umstritten. Insbesondere die ethno-nationale Ausrichtung, die das authentisch Serbische betont, sorgt für distanzierte, wie auch für begeisterte Haltungen gegenüber dem Projekt Küstendorf.
Die deutschsprachige Bezeichnung des Ortes ist eine Erfindung seines Gründers Emir Kusturica. Der Ort liegt wie eine Insel inmitten einer Berglandschaft. Möglich ist auch, dass Küstendorf (sprich: Kustendorf) auf den Spitznamen des Regisseurs Kusta anspielt.
Im Dorfzentrum am Ende der Hauptstraße steht die von 2003 bis 2004 erbaute serbisch-orthodoxe Holzkirche der Überführung der Reliquien des Hl. Sava.

## International Küstendorf Film Festival
Das Dorf versteht sich nicht nur als Besucherattraktion, sondern strebt danach, ein aktiver Ort künstlerischer und kultureller Auseinandersetzungen zu sein. So veranstaltete im Januar 2008 Emir Kusturica hier das erste International Küstendorf Film Festival, das sich als alternativer Nachwuchswettbewerb, insbesondere in Absetzung zum westlichen und zum Hollywood-Kino versteht. Das zweite Kustendorf Film Festival fand im Januar 2009 statt und prämierte erneut Newcomer-Filme aus dem europäischen und fernen Osten.